# Vibrissomyia lineolata
Vibrissomyia lineolata är en tvåvingeart som först beskrevs av Jacques-Marie-Frangile Bigot 1888.  Vibrissomyia lineolata ingår i släktet Vibrissomyia och familjen parasitflugor. Inga underarter finns listade i Catalogue of Life.